# الملقى
الملقى بلدة موريتانية وإحدى بلديات ولاية العصابة.